# María José Sánchez Ortega
Josefa Sánchez Ortega (Saint Astier, 11 de juny de 1963) és una administrativa i política catalana. Va ser alcaldessa de Sant Fost de Campsentelles del juny al setembre de 2019.
Candidata pel PSC a les eleccions municipals de 2019 a Sant Fost de Campsentelles, on els socialistes, amb 380 vots, van obtenir la representació d'un regidor a l'Ajuntament. Durant el Ple de Constitució de la corporació i contra tot pronòstic, Sánchez Ortega va declarar que abandonava el Partit Socialista i que passava a ser regidora no adscrita. Aquest fet va fer que posteriorment el PSC emprengués accions legals contra ella per transfuguisme. Tot seguit, en la votació per a l'elecció de l'alcalde o alcaldessa, Sánchez Ortega va obtenir la majoria absoluta dels vots, amb el suport d'Esquerra-Junts per Sant Fost, i En Comú Podem. Sánchez abandonà el càrrec institucional tres mesos després, passant a ser regidora de l'equip de govern. Posteriorment, el juny de 2021, abandonà l'acta de regidora de l'Ajuntament.